# أمينة أردوغان
أمينة جولبران أردوغان (بالتركية: Emine Gülbaran Erdoğan) هي زوجة رئيس الجمهورية التركي رجب طيب أردوغان.

## نشأتها
ولدت أمينة أردوغان في 21 فبراير 1955 في اسكودار في إسطنبول من عائلة تركية عربية أصلُها من مدينة سعرد وتسمى بالتركية سيرت. هي الابنة الخامسة للسيد جمال والسيدة كولبران. تخرجت من الثانوية المهنية بإسطنبول والتحقت بمدرسة مدحت باشا المسائية للفنون الا أنها لم تكمل دراستها ولم تتخرج منها. تزوجت من رجب طيب أردوغان في 4 فبراير 1978 وأنجبت منه أربعة هم (نجم الدين بلال، أحمد براق، سمية وإسراء). اضّطّرت السّيّدة أمينة أردوغان إلى ابتعاث بناتها الاثنتين للدراسة في الخارج في جامعات أمريكية بسبب منع الحجاب في المدارس التركية قبل تولي زوجها منصب رئاسة الوزراء.

## نشاطاتها
- في التربية والتعليم: أطلقت أمينة أردوغان بالتعاون مع وزارة التربية الوطنية حملة كبيرة على الصعيد الوطني من أجل التصدي لمشكلة منع البنات من التعليم والتي كانت جرحا داميا في بعض مناطق تركيا. وتم جلب عشرات آلاف البنات إلى المدارس بفضل هذه الحملة التي تحققت تحت شعار «هيا بنات إلى المدرسة». وتواصل في ببذل جهود من أجل مزيد الاستنارة بالتعليم وفتح آفاق مستقبلية على حد تعبيرها، وذلك تحت شعار «الأمهات والبنات كلنا في المدرسة». وتحاول من خلال هذه الحملة إيجاد حل لمشكلة الأمهات الأميات اللواتي لم يسعفهن الحظ في تعلم القرائة والكتابة.
- في محاربة المخدرات: لفتت السيدة أردوغان الانتباه إلى ضرورة نشر الوعي الاجتماعي ومكافحة فعالة إزاء ظاهرة الإدمان وقامت بدعم جميع الحملات المتعلقة بمكافحة المخدرات.
- لها إسهامات كبيرة في تحقيق مشروع الأسرة الشقيقة التي نالت اهتماما بالغا وتأييدا جماهيريا في تركيا.
- في دعمها لدور المرأة: تدعم كافة الجهود لتمكين المرأة من لعب دور فعال في عالم الأعمال ولإعداد مؤتمرات دولية تحت عنوان «المرأة في عالم الأعمال»، وذلك بالتعاون مع زوجات قادة دول المنطقة. واحتضنت عام 2006 قمة بمدينة إسطنبول وجهت من خلالها نداء ليس إلى نساء تركيا فحسب بل إلى نساء العالم برمته حيث قالت: «إن لدي قناعة بأن الدور الرئيسي في بناء المجتمعات ورفع قيمنا المشتركة يقع على عاتق المرأة. ويجب على المرأة أن تكون رائدة في الحفاظ على القيم الإنسانية من اندثارها في جميع الأماكن والأعمال». وإلى جانب جهود أمينة أردوغان في ضم المرأة إلى عالم الأعمال فإن جهودها لضم المرأة إلى الحياة السياسي لم تكن في الإطار الحزبي فقط بل كانت لها أصداؤها لدى الرأي العام التركي.
- موقفها من فلسطين: وقفت بشدة ضد انتهاكات حقوق الإنسان، ولم تسكت عن الوضع المأسوي في غزة فعقدت اجتماع في مدينة إسطنبول التركية بحضور كلا من الملكة رانيا العبد الله قرينة العاهل الأردنيّ عبد الله الثاني بن الحسين، وأسماء الأسد قرينة الرئيس السوري بشار الاسد، والسّيّدة وفاء سليمان قرينة الرئيس اللبناني السابق ميشيل سليمان، إضافة إلى عائشة القذافي ابنة الرئيس الليبي الأسبق معمر القذافي. تحدّثت السّيّدة أمينة أردوغان في كلمتها التي بثّت على التليفزيون التركي مباشرة قائلة:

«آمل ان يكون اجتماعنا هذا أداة ضغط ضدّ إسرائيل كي توقف هجماتها فورا على غزة». كما وتحدثت عن «الدراما اللاإنسانية» في غزة، وحثّت المجتمع الدولي على وضع نهاية لما أسمته بـ «معاناة النساء والأطفال» في فلسطين. هذا وقد اجتمع كلّ المشاركات قبيل الاجتماع بممثّلي منظمات المساعدات الإنسانية العاملة في غزة. وقد كانت دائمة الاهتمام بأهل غزة وأطفالها. وكانت بذلك مترجمة لمشاعر ملايين الأمهات اللواتي يتألمن في جميع أرجاء العالم بهذا الوضع المأساوي حيث أثارت هذه المشكلة على الصعيد العالمي، كما أنها كانت سببا في إطلاق حملة كبيرة للمساعدات الإنسانية.
- موقفها من الانضمام إلى الاتحاد الاوربي: عبرت أمينة أردوغان في مناسبات عديدة عن رأيها بأن الانضمام إلى الاتحاد الأوروبي أمر مهم لالتحاق تركيا بركب الحضارات المتقدمة وجعل الشعب يعيش في بلد ينعم بكافة الإمكانات الحديثة مشيرة إلى أن المرأة التركية تدعم هذه المرحلة بروحها التجديدي والتحديثي وستناضل بتضحياتها في طريق الانضمام إلى الاتحاد الأوروبي كما فعلت ذلك في التاريخ. وقامت أمينة اردوغان يومي 29 و30 أبريل 2010 بزيارة إلى بروكسيل رفقة 200 امرأة تركية شهيرة في عالم الأعمال والفنون والموضة والعلوم والأدب تحت شعار «المرأة التركية في مرحلة الانضمام إلى الاتحاد الأوروبي». وكانت هذه الزيارة تعكس بوضوح مدى اهتمام ودعمها لعضوية تركيا حيث أكدت في البرلمان الأوروبي خلال الزيارة على الإسهامات التي ستقوم بها المرأة التركية في مرحلة العضوية وداخل اللوبي النسائي الأوروبي. كما شاركت في ندوة انعقدت في بروكسل حول اللوبي النسائي التركي الأوروبي واجتمعت بعد ذلك في قاعة بالاس فيلاغاي مع نساء الجالية التركية ببروكسيل.[4]